# Hartlepool
Hartlepool (engelskt uttal: [ˈhɑːrtlɪpuːl]) är en stad i grevskapet Durham i nordöstra England. Staden är huvudort i kommunen Borough of Hartlepool och ligger strax norr om floden Tees mynning i Nordsjön, cirka 12 kilometer norr om Middlesbrough samt cirka 27 kilometer söder om Sunderland. Hartlepool ligger i det sammanbyggda tätortsområdet Teesside. Tätorten (built-up area) hade 88 855 invånare vid folkräkningen år 2011. Det är en utpräglad hamn- och industristad med bland annat varvsindustri.